# Omorgus foveolatus
Omorgus foveolatus är en skalbaggsart som beskrevs av Karl Henrik Boheman 1860. Omorgus foveolatus ingår i släktet Omorgus och familjen knotbaggar. Inga underarter finns listade i Catalogue of Life.